# 鸭脚树叶碱
鸭脚树叶碱（也译为鸭脚树叶醛碱）是一种含氮有机化合物，化学式C21H22N2O4，是西非传统草药黑板樹（Alstonia scholaris）中提取的活性生物鹼。它可由黑板樹茎的95%乙醇提取液经多步处理得到。